# 齊藤佑圭
齊藤佑圭（日语：／ Saitō Yuka，1986年11月13日—）是日本的女性声優。從屬青二Production。本名齋藤佑圭。福島縣出身。血液是O型。

## 人物
2015年5月20日發表與同事務所的聲優草尾毅結婚的消息。

## 出演作品

### 電視動畫
2008年
- おでんくん（鵪鶉）
- 黑塚 KUROZUKA（女）
- 鬼太郎（第5作）（村人、客）
- 守護甜心（幼稚園老師）
- 華麗的挑戰（OL）
- 西洋骨董洋菓子店（主婦）
- 泰坦尼亞（女の子）
- はたらキッズ マイハム組（カジタン 他）
- 鬼影投手（女子、女子報告員）

2009年
- 青花（修女）
- 犬夜叉 完結編（遊女）
- 海貓悲鳴時（ルシファー）
- 你好 安妮 ～Before Green Gables（女傭）
- 天才麻將少女（田中舞）
- 涼宮春日的憂鬱（2009年）（女子B）
- 碧陽學園學生會議事錄（紅葉知弦、成人遊戲的女子、たけしくん）
- 科學超電磁砲（客人）
- 簡單易懂的現代魔法（アナウンス）
- ONE PIECE（女戰士、娘）

2010年
- 動物偵探奇魯米（鹿島涼子）
- 聖誕之吻SS（女學生）
- 屍鬼（武藤葵）

2011年
- 異國迷宮的十字路口（子供3）
- 天魔黑兔（担任教師）
- A Channel（女子中学生B）
- 快盗天使雙胞胎〜キュンキュン☆ときめきパラダイス!!〜（生徒B）
- GOSICK（生徒C、法國人少女、村人D、生徒A）
- 侵略！花枝娘（廣播）
- SKET DANCE（乾、ヨッシー、伊藤久美、園兒B）
- 世界第一初恋（女子社員）
- 麵包超人（ハイビスちゃん（2代目））
- 電波女與青春男（大井遠江、山本（少年時代））
- ともだち8にん（ワックン、マーシャ）
- 笨蛋測驗召喚獸第二季（3年生女子C）
- 迷茫管家與膽怯的我（看護婦）
- 食夢者瑪莉（吉田）

2012年
- 聖誕之吻SS+ plus（演劇社社長）
- Campione 弒神者！（清秋院惠那、學生A、魔女、義大利人）

2014年
- 魔女的使命（福、魔女）
- 櫻Trick（惠）
- 戰國無雙SP 真田之章（真田幸村幼少期）
- 魔法科高中的劣等生（里美昴）
- 金色琴弦 Blue♪Sky（律〈幼少〉）
- 七龍珠改（女性記者、觀眾、女性客）
- 東京ESP（能力者B）
- 大圖書館的牧羊人（櫻庭玉藻）

2015年
- 戰國無雙（少年幸村）
- 櫻子小姐腳下埋著屍體（圓一重）

2016年
- GATE 奇幻自衛隊 在彼方的土地，如斯的戰鬥 第2期（米沙莉）

2017年
- 銀之守墓人（陸怜）

2018年
- 伊藤潤二驚選集（小百合、綠、利惠、日高絹子、堀江娜娜、細谷麻衣子、有枝）
- 銀之守墓人 第2期（陸怜）
- 賽馬娘Pretty Derby（母親）
- 女神異聞錄5 the Animation（武見妙）

2019年
- 美妙射擊部（早峰彌生[2]）

2020年
- 科學超電磁砲T（綿邊）
- 魔法科高中的劣等生 來訪者篇（里美昴）

2021年
- 魔法科高中的優等生（里美昴）

2025年
- 我想蹺掉太子妃培訓（布莉安娜[3]）

### OVA
2008年
- 唷!歸來的孫悟空與夥伴們!!（姐姐）

2010年
- 科學超電磁砲（教師）

2011年
- 寶貝公主 3D天堂0（愛）（教師）

2012年
- 少女愛上大姊姊 2人的艾露達 THE ANIMATION（御門妙子）
- 华丽一族（日语：華ヤカ哉、我ガ一族）（浅木春）
- 純情羅曼史（輔導員）

2013年
- 女王之刃 戰敗女王（酒場的少女）

### 網路動畫
2015年
- 故事少女穗乃果（安倍春菜、秀奶奶[4]）
- 美少女戰士Crystal（部員）

2018年
- 歡迎來到加帕里公園（白臉角鴞、蒼鷹）

### 遊戲
- 戰國無雙系列（井伊直虎、真田幸村幼少期）
- 影牢系列（蕾克莉娜）
- 討鬼傳（木綿）
- 無雙☆群星大會串（井伊直虎、雷格琳娜）
- 戰國SLOT 信長之野望·天下創世（織田市）

2013年
- 偶像大师 百万人演唱会！（永吉昴）
- 討鬼傳（木綿）

2015年
- 戰國無雙4-II（井伊直虎）
- 戰國無雙4 Empires（井伊直虎）
- 大圖書館的牧羊人 -Library Party-（櫻庭玉藻[5]）

2016年
- 女神異聞錄5（武見妙）

2017年
- 偶像大師 百萬人演唱會！劇場時光（永吉昴）
- 少女前線（DSR-50）

2018年
- 戰場女武神4（卡蓮·史都華）

### 廣播劇CD
2008年
- 魔塔大陸2 少女們於世界中迴響的創造詩 廣播劇CD Vol.3 SIDE ジャクリ（詩魔法少女）
- CARAT!光之魔法國 第2卷（千穗）

2009年
- 神的記事本 第1卷「おしゃれサギ師の末路」（女子高生B）
- 女神異聞錄 惡魔倖存者（皮克西）
- 夜色咖啡館。ときどきギャルソンのススメ（沢渡妃菜）

2010年
- 碧海的AiON（吉幸渚）
- 搖擺吧！少女（玉良）

2011年
- 穢翼的尤斯蒂婭（菲奧奈·希爾法莉亞[6]）

2015年
- 偶像大師 百萬人演唱會！系列（2015年－2019年，永吉昴〈露卡 / 昴〉）

2019年
- 閃耀貓爪（清川瑞穗[7]）

### 影像商品
- THE IDOLM@STER MILLION LIVE! 3rdLIVE TOUR BELIEVE MY DRE@M!! LIVE Blue-ray 07@MAKUHARI【DAY1】（2017年）[8]

### 其他
- いよいよ放送開始!「黑塚 KUROZUKA」直前スペシャル（旁白）
- ASAHI Pop'n' Press!（旁白）
- 声優チャット
- 美声時計
- 恋するめざまし（雨宮奈奈子）
- 真實逃脫遊戲密室美少女（マダム・マーマレード）
- 有聲書「教團X」（立花涼子）[9]

## 音樂CD

### 角色歌
| 發售日   | 名稱                                                             | 演唱名義 | 歌曲名稱                                                                  | 商業搭配                                        |
| 2008年   | 2008年                                                           | 2008年 | 2008年                                                                    | 2008年                                          |
| -------- | ---------------------------------------------------------------- | --- | ------------------------------------------------------------------------- | ----------------------------------------------- |
| 12月23日 | 煉獄七姐妹特別彩虹CD                                             | 煉獄七姐妹 | 「」                                                                      | 電視動畫《海貓悲鳴時》相關歌曲                  |
| 2009年   |                                                                  | |                                                                           |                                                 |
| 11月11日 | Treasure                                                         | 碧陽學園學生會 | 「Treasure」                                                              | 電視動畫《碧陽學園學生會議事錄》片頭曲          |
| 11月25日 |                                                                  | 碧陽學園學生會 | 「」 「上上下下左右左右BA」 「」                                          | 電視動畫《碧陽學園學生會議事錄》片尾曲          |
| 11月25日 | 碧陽學園學生會 學生會長與書記                                    | 「」 「上上下下左右左右BA 〜 ver.〜」 「」 |                                                                           | 電視動畫《碧陽學園學生會議事錄》片尾曲          |
| 2010年   |                                                                  | |                                                                           |                                                 |
| 1月29日  | 碧陽學園學生會議事錄 角色Fan Disc 紅葉知弦]]                     | 紅葉知弦（齊藤佑圭） | 「」 「」 「No merit to me」                                              | 電視動畫《碧陽學園學生會議事錄》相關歌曲        |
| 7月30日  |                                                                  | 碧陽學園學生會 | 「Treasure 〜thank you-big hit mix〜」 「 〜delusions of grandeur mix〜」 | 電視動畫《碧陽學園學生會議事錄》相關歌曲        |
| 7月30日  | 紅葉知弦（齊藤佑圭）                                             | 「地下室 〜sadistic mokyu mix〜」 |                                                                           | 電視動畫《碧陽學園學生會議事錄》相關歌曲        |
| 2012年   |                                                                  | |                                                                           |                                                 |
| 1月27日  | 穢翼的尤斯蒂婭 -Original CharacterSong Series- ERIS / FIONE      | 菲奧奈·希爾法莉亞（齊藤佑圭） | 「Misty Light」                                                           | 遊戲《穢翼的尤斯蒂婭》相關歌曲                  |
| 6月27日  |                                                                  | | 「（Original Version）」 「Precious Days（Original Version）」            | 遊戲《Star Plus One！》相關歌曲                 |
| 9月28日  |                                                                  | 碧陽學園學生會 學生會長與書記 | 「上上下下左右左右BA 〜〜」                                               | 電視動畫《碧陽學園學生會議事錄》相關歌曲        |
| 9月28日  | 碧陽學園學生會                                                   | 「」 |                                                                           | 電視動畫《碧陽學園學生會議事錄》相關歌曲        |
| 2013年   |                                                                  | |                                                                           |                                                 |
| 4月24日  | THE IDOLM@STER LIVE THE@TER PERFORMANCE 01 Thank You!            | 765 MILLIONSTARS | 「Thank You!」                                                            | 遊戲《偶像大師 百萬人演唱會！》主題曲           |
| 4月24日  | THE IDOLM@STER LIVE THE@TER PERFORMANCE 01 Thank You!            | 765THEATER ALLSTARS | 「Thank You!」                                                            | 遊戲《偶像大師 百萬人演唱會！》主題曲           |
| 2014年   |                                                                  | |                                                                           |                                                 |
| 4月30日  | THE IDOLM@STER LIVE THE@TER PERFORMANCE 13                       | 永吉昴（齊藤佑圭） | 「」                                                                      | 遊戲《偶像大師 百萬人演唱會！》相關歌曲         |
| 4月30日  | THE IDOLM@STER LIVE THE@TER PERFORMANCE 13                       | 雙海亞美（下田麻美）、永吉昴（齊藤佑圭）、野野原茜（小笠原早紀）、馬場木實（高橋未奈美） | 「」                                                                      | 遊戲《偶像大師 百萬人演唱會！》相關歌曲         |
| 2015年   |                                                                  | |                                                                           |                                                 |
| 3月26日  | THE IDOLM@STER LIVE THE@TER HARMONY 09                           | ミルキーウェイ | 「星屑のシンフォニア」 「Welcome!!」                                      | 遊戲《偶像大師 百萬人演唱會！》相關歌曲         |
| 3月26日  | THE IDOLM@STER LIVE THE@TER HARMONY 09                           | 永吉昴（齊藤佑圭） | 「Day After“Yesterday”」                                                  | 遊戲《偶像大師 百萬人演唱會！》相關歌曲         |
| 9月30日  | THE IDOLM@STER LIVE THE@TER DREAMERS 01 Dreaming!                | MILLION ALLSTARS | 「Welcome!!」                                                             | 遊戲《偶像大師 百萬人演唱會！》相關歌曲         |
| 2016年   |                                                                  | |                                                                           |                                                 |
| 1月30日  | THE IDOLM@STER LIVE THE@TER SOLO COLLECTION Vol.03 Dance Edition | 永吉昴（齊藤佑圭） | 「」                                                                      | 遊戲《偶像大師 百萬人演唱會！》相關歌曲         |
| 3月23日  | THE IDOLM@STER LIVE THE@TER DREAMERS 06                          | 大神環（稻川英里）、菊地真（平田宏美）、高坂海美（上田麗奈）、島原埃琳娜（角元明日香）、田中琴葉（種田梨沙）、永吉昴（齊藤佑圭）、福田法子（濱崎奈奈）、雙海真美（下田麻美）、星井美希（長谷川明子）、舞濱步（戶田惠） | 「Dreaming!」                                                             | 遊戲《偶像大師 百萬人演唱會！》相關歌曲         |
| 3月23日  | THE IDOLM@STER LIVE THE@TER DREAMERS 06                          | 永吉昴（齊藤佑圭）、福田法子（濱崎奈奈） | 「Dreamscape」                                                            | 遊戲《偶像大師 百萬人演唱會！》相關歌曲         |
| 2017年   |                                                                  | |                                                                           |                                                 |
| 1月11日  | THE IDOLM@STER LIVE THE@TER FORWARD 02 BlueMoon Harmony          | ウィルゴ | 「」                                                                      | 遊戲《偶像大師 百萬人演唱會！》相關歌曲         |
| 1月11日  | THE IDOLM@STER LIVE THE@TER FORWARD 02 BlueMoon Harmony          | BlueMoon Harmony | 「brave HARMONY」                                                         | 遊戲《偶像大師 百萬人演唱會！》相關歌曲         |
| 3月10日  | THE IDOLM@STER LIVE THE@TER SOLO COLLECTION 04 BlueMoon Theater  | 永吉昴（齊藤佑圭） | 「」                                                                      | 遊戲《偶像大師 百萬人演唱會！》相關歌曲         |
| 7月26日  | THE IDOLM@STER MILLION THE@TER GENERATION 01 Brand New Theater!  | 765 MILLION ALLSTARS | 「Brand New Theater!」                                                    | 遊戲《偶像大師 百萬人演唱會！劇場時光》主題曲   |
| 7月26日  | THE IDOLM@STER MILLION THE@TER GENERATION 01 Brand New Theater!  | 765 MILLION ALLSTARS | 「Dreaming!」                                                             | 遊戲《偶像大師 百萬人演唱會！劇場時光》相關歌曲 |
| 9月20日  | THE IDOLM@STER MILLION LIVE! M@STER SPARKLE 02                   | 永吉昴（齊藤佑圭） | 「HOME RUN SONG♪」                                                        | 遊戲《偶像大師 百萬人演唱會！劇場時光》相關歌曲 |
| 11月22日 | THE IDOLM@STER MILLION THE@TER GENERATION 02                     | Fairy Stars | 「Brand New Theater!」                                                    | 遊戲《偶像大師 百萬人演唱會！劇場時光》相關歌曲 |
| 2018年   |                                                                  | |                                                                           |                                                 |
| 4月4日   | THE IDOLM@STER MILLION LIVE! M@STER SPARKLE 08                   | 765 MILLION ALLSTARS | 「Brand New Theater!」                                                    | 遊戲《偶像大師 百萬人演唱會！劇場時光》相關歌曲 |
| 6月2日   | THE IDOLM@STER LIVE THE@TER SOLO COLLECTION 06                   | 永吉昴（齊藤佑圭） | 「」                                                                      | 遊戲《偶像大師 百萬人演唱會！》相關歌曲         |
| 8月29日  | THE IDOLM@STER MILLION THE@TER GENERATION 11 UNION!!             | 765 MILLION ALLSTARS | 「UNION!!」 「Welcome!!」                                                 | 遊戲《偶像大師 百萬人演唱會！劇場時光》相關歌曲 |
| 2019年   |                                                                  | |                                                                           |                                                 |
| 2月28日  | brave HARMONY（Brand New Ver.）                                  | BlueMoon Harmony | 「brave HARMONY（Brand New Ver.）」                                       | 遊戲《偶像大師 百萬人演唱會！劇場時光》相關歌曲 |
| 3月27日  | THE IDOLM@STER MILLION THE@TER GENERATION 15 Jelly PoP Beans     | Jelly PoP Beans | 「」 「I did+I will」                                                     | 遊戲《偶像大師 百萬人演唱會！劇場時光》相關歌曲 |
| 4月27日  | THE IDOLM@STER THE@TER SOLO COLLECTION 07 FAIRY STARS            | 永吉昴（齊藤佑圭） | 「Dreamscape」                                                            | 遊戲《偶像大師 百萬人演唱會！》相關歌曲         |
| 7月24日  | THE IDOLM@STER MILLION THE@TER WAVE 01 Flyers!!!                 | 765 MILLION ALLSTARS | 「Flyers!!!」                                                             | 遊戲《偶像大師 百萬人演唱會！劇場時光》相關歌曲 |
| 8月28日  | THE IDOLM@STER MILLION THE@TER WAVE 02                           | Chrono-Lexica | 「dans l'obscurité」 「」                                                 | 遊戲《偶像大師 百萬人演唱會！劇場時光》相關歌曲 |
| 10月30日 | THE IDOLM@STER THE@TER CHALLENGE 01                              | 箱崎星梨花（麻倉桃）、周防桃子（渡部惠子）、德川茉莉（諏訪彩花）、我那霸響（沼倉愛美）、永吉昴（齊藤佑圭） | 「Girl meets Wonder」 「DIAMOND DAYS」                                    | 遊戲《偶像大師 百萬人演唱會！劇場時光》相關歌曲 |

### 组合成员
1. ↑  路西法（齊藤佑圭）、利維坦（米澤圓）、撒旦（日笠陽子）、貝爾芬格（吉田聖子）、瑪門（新名彩乃）、別西卜（山岡百合）、阿斯摩太（豐崎愛生）
2. 1 2 3  櫻野玖璃夢（本多真梨子）、紅葉知弦（齊藤佑圭）、椎名美夏（富樫美鈴）、椎名真冬（堀中優希）
3. 1 2  櫻野玖璃夢（本多真梨子）、紅葉知弦（齊藤佑圭）
4. 1 2  天海春香（中村繪里子）、春日未來（山崎遙）、如月千早（今井麻美）、木下日向（田村奈央）、四條貴音（原由實）、茱莉亞（愛美）、高山紗代子（駒形友梨）、田中琴葉（種田梨沙）、天空橋朋花（小岩井小鳥）、箱崎星梨花（麻倉桃）、松田亞利沙（村川梨衣）、三浦梓（高橋智秋）、水瀨伊織（釘宮理惠）、最上靜香（田所梓）、望月杏奈（夏川椎菜）、矢吹可奈（木戶衣吹）、艾蜜莉·司徒亞特（郁原由宇）、大神環（稻川英里）、我那霸響（沼倉愛美）、菊地真（平田宏美）、北上麗花（平山笑美）、高坂海美（上田麗奈）、佐竹美奈子（大關英里）、島原艾琳娜（角元明日香）、高槻彌生（仁後真耶子）、永吉昴（齊藤佑圭）、野野原茜（小笠原早紀）、馬場木實（高橋未奈美）、福田法子（濱崎奈奈）、舞濱步（戶田惠）、真壁瑞希（阿部里果）、百瀨莉緒（山口立花子）、橫山奈緒（渡部優衣）、秋月律子（若林直美）、伊吹翼（Machico）、北澤志保（雨宫天）、篠宮可憐（近藤唯）、周防桃子（渡部惠子）、德川茉莉（諏訪彩花）、所惠美（藤井幸代）、豐川風花（末柄里惠）、中谷育（原嶋燈）、七尾百合子（伊藤美來）、二階堂千鶴（野村香菜子）、萩原雪步（淺倉杏美）、ROCO（中村溫姬）、雙海亞美／真美（下田麻美）、星井美希（長谷川明子）、宮尾美也（桐谷蝶蝶）
5. ↑  春日未來（山崎遙）、木下日向（田村奈央）、茱莉亞（愛美）、高山紗代子（駒形友梨）、田中琴葉（種田梨沙）、天空橋朋花（小岩井小鳥）、箱崎星梨花（麻倉桃）、松田亞利沙（村川梨衣）、最上靜香（田所梓）、望月杏奈（夏川椎菜）、矢吹可奈（木戶衣吹）、艾蜜莉·司徒亞特（郁原由宇）、大神環（稻川英里）、北上麗花（平山笑美）、高坂海美（上田麗奈）、佐竹美奈子（大關英里）、島原艾琳娜（角元明日香）、永吉昴（齊藤佑圭）、野野原茜（小笠原早紀）、馬場木實（高橋未奈美）、福田法子（濱崎奈奈）、舞濱步（戶田惠）、真壁瑞希（阿部里果）、百瀨莉緒（山口立花子）、橫山奈緒（渡部優衣）、伊吹翼（Machico）、北澤志保（雨宫天）、篠宮可憐（近藤唯）、周防桃子（渡部惠子）、德川茉莉（諏訪彩花）、所惠美（藤井幸代）、豐川風花（末柄里惠）、中谷育（原嶋燈）、七尾百合子（伊藤美來）、二階堂千鶴（野村香菜子）、ROCO（中村溫姬）、宮尾美也（桐谷蝶蝶）
6. ↑  星井美希（長谷川明子）、高山紗代子（駒形友梨）、天空橋朋花（小岩井小鳥）、永吉昴（齊藤佑圭）、二階堂千鶴（野村香菜子）
7. ↑  永吉昴（齊藤佑圭）、七尾百合子（伊藤美來）、最上靜香（田所梓）
8. ↑  北上麗花（平山笑美）、篠宮可憐（近藤唯）、茱莉亞（愛美）、高山紗代子（駒形友梨）、天空橋朋花（小岩井小鳥）、所惠美（藤井幸代）、永吉昴（齊藤佑圭）、七尾百合子（伊藤美來）、二階堂千鶴（野村香菜子）、舞濱步（戶田惠）、真壁瑞希（阿部里果）、最上静香（田所梓）
9. ↑  天海春香（中村繪里子）、如月千早（今井麻美）、星井美希（長谷川明子）、萩原雪步（淺倉杏美）、高槻彌生（仁後真耶子）、菊地真（平田宏美）、水瀨伊織（釘宮理惠）、四條貴音（原由實）、秋月律子（若林直美）、三浦梓（高橋智秋）、雙海亞美／真美（下田麻美）、我那霸響（沼倉愛美）、春日未來（山崎遙）、最上靜香（田所梓）、伊吹翼（Machico）、島原艾琳娜（角元明日香）、佐竹美奈子（大關英里）、所惠美（藤井幸代）、德川茉莉（諏訪彩花）、箱崎星梨花（麻倉桃）、野野原茜（小笠原早紀）、望月杏奈（夏川椎菜）、ROCO（中村溫姬）、七尾百合子（伊藤美來）、高山紗代子（駒形友梨）、松田亞利沙（村川梨衣）、高坂海美（上田麗奈）、中谷育（原嶋燈）、天空橋朋花（小岩井小鳥）、艾蜜莉·司徒亞特（郁原由宇）、北澤志保（雨宫天）、舞濱步（戶田惠）、木下日向（田村奈央）、矢吹可奈（木戶衣吹）、橫山奈緒（渡部優衣）、二階堂千鶴（野村香菜子）、馬場木實（高橋未奈美）、大神環（稻川英里）、豐川風花（末柄里惠）、宮尾美也（桐谷蝶蝶）、福田法子（濱崎奈奈）、真壁瑞希（阿部里果）、篠宮可憐（近藤唯）、百瀨莉緒（山口立花子）、永吉昴（齊藤佑圭）、北上麗花（平山笑美）、周防桃子（渡部惠子）、茱莉亞（愛美）、白石紬（南早紀）、櫻守歌織（香里有佐）
10. 1 2 3 4  天海春香（中村繪里子）、如月千早（今井麻美）、星井美希（長谷川明子）、萩原雪步（淺倉杏美）、高槻彌生（仁後真耶子）、菊地真（平田宏美）、水瀨伊織（釘宮理惠）、四條貴音（原由實）、秋月律子（若林直美）、三浦梓（高橋智秋）、雙海亞美／真美（下田麻美）、我那霸響（沼倉愛美）、春日未來（山崎遙）、最上靜香（田所梓）、伊吹翼（Machico）、田中琴葉（種田梨沙）、島原艾琳娜（角元明日香）、佐竹美奈子（大關英里）、所惠美（藤井幸代）、德川茉莉（諏訪彩花）、箱崎星梨花（麻倉桃）、野野原茜（小笠原早紀）、望月杏奈（夏川椎菜）、ROCO（中村溫姬）、七尾百合子（伊藤美來）、高山紗代子（駒形友梨）、松田亞利沙（村川梨衣）、高坂海美（上田麗奈）、中谷育（原嶋燈）、天空橋朋花（小岩井小鳥）、艾蜜莉·司徒亞特（郁原由宇）、北澤志保（雨宫天）、舞濱步（戶田惠）、木下日向（田村奈央）、矢吹可奈（木戶衣吹）、橫山奈緒（渡部優衣）、二階堂千鶴（野村香菜子）、馬場木實（高橋未奈美）、大神環（稻川英里）、豐川風花（末柄里惠）、宮尾美也（桐谷蝶蝶）、福田法子（濱崎奈奈）、真壁瑞希（阿部里果）、篠宮可憐（近藤唯）、百瀨莉緒（山口立花子）、永吉昴（齊藤佑圭）、北上麗花（平山笑美）、周防桃子（渡部惠子）、茱莉亞（愛美）、白石紬（南早紀）、櫻守歌織（香里有佐）
11. ↑  如月千早（今井麻美）、秋月律子（若林直美）、四條貴音（原由實）、水瀨伊織（釘宮理惠）、最上靜香（田所梓）、北澤志保（雨宫天）、茱莉亞（愛美）、白石紬（南早紀）、周防桃子（渡部惠子）、天空橋朋花（小岩井小鳥）、所惠美（藤井幸代）、永吉昴（齊藤佑圭）、二階堂千鶴（野村香菜子）、舞濱步（戶田惠）、真壁瑞希（阿部里果）、百瀨莉緒（山口立花子）、ROCO（中村溫姬）
12. ↑  北上麗花（平山笑美）、篠宮可憐（近藤唯）、茱莉亞（愛美）、高山紗代子（駒形友梨）、天空橋朋花（小岩井小鳥）、所惠美（藤井幸代）、永吉昴（齊藤佑圭）、七尾百合子（伊藤美來）、二階堂千鶴（野村香菜子）、舞濱步（戶田惠）、真壁瑞希（阿部里果）、最上静香（田所梓）、白石紬（南早紀）
13. ↑  ROCO（中村溫姬）、舞濱步（戶田惠）、永吉昴（齊藤佑圭）、周防桃子（渡部惠子）
14. ↑  七尾百合子（伊藤美來）、永吉昴（齊藤佑圭）、真壁瑞希（阿部里果）、望月杏奈（夏川椎菜）、ROCO（中村溫姬）

## 外部連結
- 事務所公開簡歷 （页面存档备份，存于） （日語）
- 個人網誌－UK☆ぶろぐ （页面存档备份，存于） （日語）